# エドゥアール・ド・バヴィエ
シャルル・ウジェーヌ・エドゥアール・ド・バヴィエ（Charles Eugène Eduard de Bavier、1843年3月29日 - 1926年6月3日）は、幕末に来日したスイスの商人である。

## 経歴・人物
チューリッヒで商社を経営する父の子としてグラウビュンデン州のクールに生まれる。1862年（文久2年）に同郷の宣教師であったエメ・アンベールが率いたスイス使節団と共に私費で日本に派遣され、来日する途中で上海でウォルシュ・ホール商会の求人に応じた。
翌1863年（文久3年）に来日し、その後は横浜に駐在し同地でアメリカ人のウォルシュ兄弟よりも一足早くその商会の支店の開業にあたる。1865年（慶応元年）に独立後は横浜居留地内の76番に自身の名が付いたバヴィエ商会の設立に携わり、バヴィエの実弟と共に生糸の輸出に成功した。1868年（明治元年）にはデンマーク総領事となり外交官としても活動し、1893年（明治26年）に帰国するまで同領事館の職員として活動する。帰国後はチューリッヒに在住し、後にレマン湖畔内に城を購入した。